# Spoilssystemet
I USA:s politiska historia är spoilssystemet (engelska: spoils system) beteckningen på den praxis som innebär att det parti som har makten fördelar förmåner och offentliga ämbeten till sina egna medlemmar. Namnet kommer från frasen "to the victor go the spoils" (ungefär "åt segraren rovet") där spoils är vilka lyxvaror som helst som kan fås som till exempel krigsbyte. Förespråkare för systemet ansåg att offentliga ämbeten var belöningar som kunde ges till lojala anhängare.

## Ursprung
Spoilssystemet var en omtvistad uppfinning av Andrew Jackson. Han introducerade det som ett demokratiskt lagförslag  utifrån sin syn på partipolitik och demokrati. Han ansåg att allmänna val gav det vinnande partiet ett mandat att välja tjänstemän bland sina egna medlemmar. Spoilssystemet är nära kopplat till det nya partisystem som Jackson var delaktig i att skapa, där demokratiska partiet och whigpartiet var de stora partierna. Förespråkare av systemet hävdade att det gjorde det möjligt för "vanliga" amerikaner att få offentliga uppdrag, inte bara ämbetsmannaeliten. Systemets motståndare ansåg att det var utsatt för inkompetens och korruption, liksom de system som det ersatte och ersattes av. Ironiskt nog tros Jackson ha förlorat presidentvalet 1824 på grund av "den korrupta uppgörelsen" (the Corrupt Bargain), som använde liknande metoder som Jackson sedan själv införde. Uppgörelsen var mellan John Quincy Adams, som blev president, och representanthusets talman Henry Clay, som därefter blev Adams utrikesminister.
Politiker som Abraham Lincoln och Grover Cleveland ansågs vara motståndare till spoilssystemet. Lincolns smeknamn "Honest Abe" kom från den utbredda uppfattningen att han inte skulle tillsätta statliga poster som hans företrädare James Buchanan hade gjort. Senare använde Ulysses S. Grant spoilssystemet, vilket resulterade i korruption och politisk brottslighet.
Många republikaner stödde den demokratiske kandidaten Cleveland av samma skäl, eftersom de trodde att hans motståndare Benjamin Harrison var för starkt kopplad till anhängare av Grants spoilssystem, som hade fortsatt under Grants efterträdares, Rutherford B. Hayes, presidentperiod. Harrison själv, som var uttalad motståndare till spoilssystemet, medgav att hans anhängare hade lovat bort varje tillgängligt federalt ämbete till partianhängare utan hans vetskap.

## Avskaffande
Spoilssystemet avskaffades formellt i den federala administrationen 1883 med Pendleton Civil Service Reform Act. Kabinettet och andra poster på motsvarande nivå fortsatte att tillsättas av presidentvalets vinnare, men innehavare av andra arbeten i den federala administrationen blev anställda av myndigheter oberoende av de politiska partierna. Deras anställningstrygghet säkrades i lag, något som gäller än idag. I USA:s diplomatkår är ambassadörerna till större nationer tillsatta politiskt, men huvuddelen av utrikesdepartementets anställda är tjänstemannadiplomater.
Åtskillnaden mellan politik och ämbetsverk förstärktes med Hatch-lagen 1939, som förbjöd federalt anställda att engagera sig politiskt. Spoilssystemet överlevde dock i många delstater, counties och kommuner. I New York var det i form av Tammany Hall, som överlevde långt in på 1930-talet då staden reformerade sin civilförvaltning.